# Alex Jany

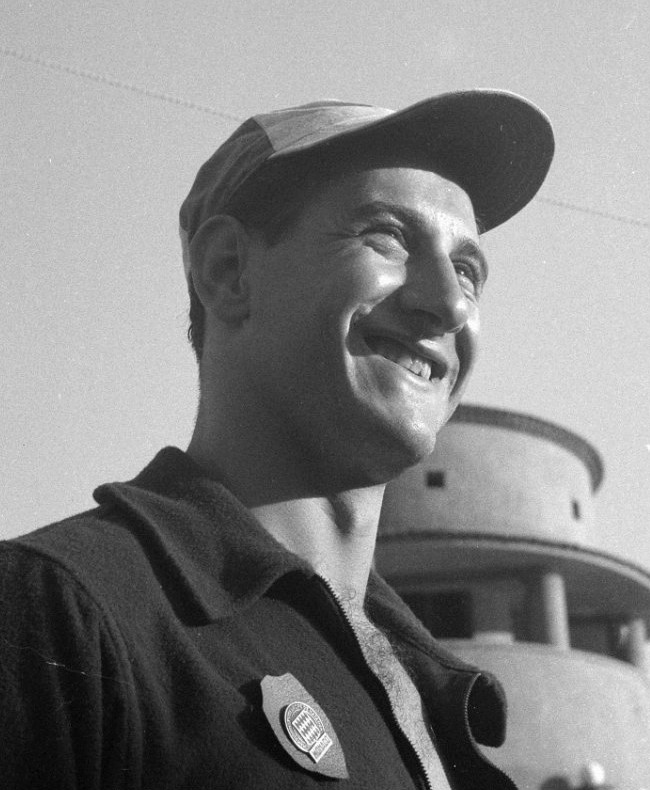
Alex Jany (1947)

Alex Jany (* 5. Januar 1929 in Toulouse; † 18. Juli 2001 in Marseille) war ein französischer Schwimmer und Wasserballspieler.
Er wurde bei den Europameisterschaften 1947 und 1950 jeweils Europameister über 100 und über 400 m Freistil. Bei den Olympischen Spielen 1948 in London und 1952 in Helsinki gewann er mit der französischen 4 × 200-m-Freistilstaffel jeweils die Bronzemedaille. Auch 1956 nahm er an den Schwimmwettbewerben in Melbourne teil, blieb jedoch ohne Medaille. 1960 gehörte er der französischen Wasserballmannschaft an, welche in Rom den 9. Platz belegte.
Im Jahr 1977 wurde er in die Ruhmeshalle des internationalen Schwimmsports aufgenommen.